# Max et les Ferrailleurs
Max et les ferrailleurs (bra Sublime Renúncia) é um filme ítalo-francês de 1971, dirigido por Claude Sautet, com roteiro de Jean-Loup Dabadie, do próprio Sautet e de Claude Néron, baseado no romance homônimo deste último.

## Sinopse
Max, oficial de polícia, leva seu ofício muito a sério e não pensa em outra coisa a não ser deter malfeitores. Um dia, ele encontra um amigo que não via havia mais de 18 anos. O amigo confessa ter se especializado no tráfico de veículos roubados e Max organiza um plano para prendê-lo com seus cúmplices.[carece de fontes?]

## Elenco
- Michel Piccoli : Max
- Romy Schneider : Lily